# 九嬰
九嬰（きゅうえい）は、中国に伝わる伝説上の怪物。凶水という北方にある川に棲んでいた。

## 概要
頭が9つある怪物であると考えられている。鳴く声は赤ん坊のような声をしており、水と火の両方を噴き出し、人々を苦しめていたが、堯の命を受けた羿（げい）によって退治された。

## 玉扳指
羿は九嬰を退治した帰路、奚禄山という山が自然に崩れて、その中から美しい玉扳指（玉で出来た弓懸）が現われた。これを入手後、羿の弓の威力は更に高まったとされる。